# Autorretrato en el caballete (Caillebotte)
Autorretrato en el caballete, también llamado Retrato del artista en el caballete, es un autorretrato pintado por Gustave Caillebotte en 1879. Este óleo sobre lienzo lo conserva un coleccionista anónimo.

## Historia
Este autorretrato fue realizado en el estudio del apartamento de Gustave Caillebotte en el 31 Bulevar Haussmann, donde se acababa de mudar y donde guardaba muchas pinturas. El acomodado Gustave Caillebotte, quien fue un verdadero mecenas y coleccionista de obras impresionistas, a lo largo de su vida se interesó realmente por sus amigos impresionistas y no dudó en apoyarlos comprando sus cuadros. Compró sus primeros cuadros en la subasta de los impresionistas del 24 de marzo de 1875 en el Hôtel Drouot. Su primer lienzo conocido comprado a Claude Monet es una obra de 1875 titulada Un coin d'appartement, comprado en febrero de 1876.
Así, se ve al fondo el Baile en el Moulin de la Galette de Renoir guardado por Caillebotte en su estudio. El pintor conservó la obra de Renoir durante toda su vida, y finalmente la legó al estado francés tras su muerte en 1894, junto con otras sesenta y siete obras. Otras pinturas colgadas en la pared recuerdan que Caillebotte ayudaba a sus amigos impresionistas a sobrevivir comprando sus obras.
Así, Gustave Caillebotte aparece en esta obra no solo como pintor, sino también como amante del arte. Este cuadro se presentó en la exposición impresionista de 1879.

## La obra
En esta pintura, Gustave Caillebotte se representa a sí mismo a través de un espejo de pared que refleja su imagen y la del Baile en el Moulin de la Galette presente detrás de él. Su retrato, como la pintura detrás, está por lo tanto invertido debido al uso del espejo, siendo la representación de un reflejo. La joven apoyada en el Moulin de la Galette ya no está girada a la derecha sino a la izquierda y el pintor parece zurdo siendo en realidad diestro. También representó a su mejor amigo de la infancia, Richard Gallo (presente en al menos siete de las pinturas de Caillebotte ) leyendo en el sofá, bajo el cuadro, con una pierna doblada sobre la otra. Según la historiadora del arte Marie Berhaut, este último, que vivía no lejos de la casa de los hermanos Caillebotte en el número 31 del Bulevar Haussmann, fue un gran consuelo tras la muerte de la madre de los hermanos Caillebotte en 1878.